# Carl Fabergé
Peter Carl Fabergé (russisk: Карл Гу́ставович Фаберже́, tr. Karl Gustavovitj Fabersje ; født 30. maj 1846, død 24. september 1920) var en russisk guldsmed og juvelér. Hans mest berømte værker er 57 påskeæg (Fabergé-æg), som han leverede til den russiske tsar-familie fra 1885 til den russiske revolution.
Han blev født i Sankt Petersborg som søn af juvelér Gustav Fabergé (baltisk tysker af fransk afstamning) og dennes danske hustru Charlotte Jungstedt.
Efter revolutionen i 1917 flygtede han til Schweiz, hvor han døde i 1920. Han er begravet i Cannes.